# Kostanjica
Kostanjica (srbsky Костањица) je vesnice a přímořské letovisko v Černé Hoře. Je součástí opčiny města Kotor a leží u zálivu Boka Kotorska. V roce 2003 zde žilo celkem 127 obyvatel.
Sousedními letovisky jsou Donji Morinj a Đurići.